# Сидеров, Волен
Волен Николов Сидеров (род. 19 апреля 1956, Ямбол) — болгарский журналист, политический и партийный деятель, лидер националистической партии «Атака». С 11 июля 2005 — депутат Народного собрания 40-го созыва от списка Национального союза «Атака». Автор книг «Бумеранг зла» (болг. Бумерангът на злото), «Власть Маммоны» (болг. Властта на Мамона), «Болгарофобия» (болг. Българофобия), «Основы болгаризма» (болг. Основи на българизма). Сторонник теории мирового заговора: согласно книгам Сидерова, власть в мире контролирует небольшая группа евреев.
В то же время, в 2006 года партия Сидерова внесла в болгарский парламент законопроект о признании армянского геноцида, который, однако, не был принят, поскольку партия турецкого меньшинства пригрозила выходом из правительственной коалиции. Данный факт говорит о его последовательной антитурецкой позиции (болгарские националисты традиционно плохо относятся к туркам как к бывшим оккупантам и одновременно крупнейшему национальному меньшинству страны).
11 ноября 2006 года оформил гражданский и церковный брак с журналисткой Капкой Георгиевой, с которой до этого проживал длительное время, стал приёмным отцом её сына. Этот брак продлился до 2012 года.
Был одним из кандидатов на президентских выборах 2006 года, проиграл их Георгию Пырванову, заняв второе место.
В 2011 году вновь выставил свою кандидатуру на президентских выборах.